# Thème Seeberger
Le Thème Seeberger est un thème de problèmes d'échecs basé sur la notion de dommages. En voici un exemple typique : 
|   | a | b | c | d | e | f | g | h |   |
| 8 | Tour blanche sur case noire a7 · Roi blanc sur case blanche g6 · Cavalier blanc sur case noire f4 · Pion noir sur case blanche b3 · Fou noir sur case noire c3 · Pion noir sur case blanche f3 · Cavalier blanc sur case blanche h3 · Pion noir sur case noire h2 · Fou blanc sur case blanche f1 · Roi noir sur case blanche h1 | Tour blanche sur case noire a7 · Roi blanc sur case blanche g6 · Cavalier blanc sur case noire f4 · Pion noir sur case blanche b3 · Fou noir sur case noire c3 · Pion noir sur case blanche f3 · Cavalier blanc sur case blanche h3 · Pion noir sur case noire h2 · Fou blanc sur case blanche f1 · Roi noir sur case blanche h1 | Tour blanche sur case noire a7 · Roi blanc sur case blanche g6 · Cavalier blanc sur case noire f4 · Pion noir sur case blanche b3 · Fou noir sur case noire c3 · Pion noir sur case blanche f3 · Cavalier blanc sur case blanche h3 · Pion noir sur case noire h2 · Fou blanc sur case blanche f1 · Roi noir sur case blanche h1 | Tour blanche sur case noire a7 · Roi blanc sur case blanche g6 · Cavalier blanc sur case noire f4 · Pion noir sur case blanche b3 · Fou noir sur case noire c3 · Pion noir sur case blanche f3 · Cavalier blanc sur case blanche h3 · Pion noir sur case noire h2 · Fou blanc sur case blanche f1 · Roi noir sur case blanche h1 | Tour blanche sur case noire a7 · Roi blanc sur case blanche g6 · Cavalier blanc sur case noire f4 · Pion noir sur case blanche b3 · Fou noir sur case noire c3 · Pion noir sur case blanche f3 · Cavalier blanc sur case blanche h3 · Pion noir sur case noire h2 · Fou blanc sur case blanche f1 · Roi noir sur case blanche h1 | Tour blanche sur case noire a7 · Roi blanc sur case blanche g6 · Cavalier blanc sur case noire f4 · Pion noir sur case blanche b3 · Fou noir sur case noire c3 · Pion noir sur case blanche f3 · Cavalier blanc sur case blanche h3 · Pion noir sur case noire h2 · Fou blanc sur case blanche f1 · Roi noir sur case blanche h1 | Tour blanche sur case noire a7 · Roi blanc sur case blanche g6 · Cavalier blanc sur case noire f4 · Pion noir sur case blanche b3 · Fou noir sur case noire c3 · Pion noir sur case blanche f3 · Cavalier blanc sur case blanche h3 · Pion noir sur case noire h2 · Fou blanc sur case blanche f1 · Roi noir sur case blanche h1 | Tour blanche sur case noire a7 · Roi blanc sur case blanche g6 · Cavalier blanc sur case noire f4 · Pion noir sur case blanche b3 · Fou noir sur case noire c3 · Pion noir sur case blanche f3 · Cavalier blanc sur case blanche h3 · Pion noir sur case noire h2 · Fou blanc sur case blanche f1 · Roi noir sur case blanche h1 | 8 |
| 7 | Tour blanche sur case noire a7 · Roi blanc sur case blanche g6 · Cavalier blanc sur case noire f4 · Pion noir sur case blanche b3 · Fou noir sur case noire c3 · Pion noir sur case blanche f3 · Cavalier blanc sur case blanche h3 · Pion noir sur case noire h2 · Fou blanc sur case blanche f1 · Roi noir sur case blanche h1 | Tour blanche sur case noire a7 · Roi blanc sur case blanche g6 · Cavalier blanc sur case noire f4 · Pion noir sur case blanche b3 · Fou noir sur case noire c3 · Pion noir sur case blanche f3 · Cavalier blanc sur case blanche h3 · Pion noir sur case noire h2 · Fou blanc sur case blanche f1 · Roi noir sur case blanche h1 | Tour blanche sur case noire a7 · Roi blanc sur case blanche g6 · Cavalier blanc sur case noire f4 · Pion noir sur case blanche b3 · Fou noir sur case noire c3 · Pion noir sur case blanche f3 · Cavalier blanc sur case blanche h3 · Pion noir sur case noire h2 · Fou blanc sur case blanche f1 · Roi noir sur case blanche h1 | Tour blanche sur case noire a7 · Roi blanc sur case blanche g6 · Cavalier blanc sur case noire f4 · Pion noir sur case blanche b3 · Fou noir sur case noire c3 · Pion noir sur case blanche f3 · Cavalier blanc sur case blanche h3 · Pion noir sur case noire h2 · Fou blanc sur case blanche f1 · Roi noir sur case blanche h1 | Tour blanche sur case noire a7 · Roi blanc sur case blanche g6 · Cavalier blanc sur case noire f4 · Pion noir sur case blanche b3 · Fou noir sur case noire c3 · Pion noir sur case blanche f3 · Cavalier blanc sur case blanche h3 · Pion noir sur case noire h2 · Fou blanc sur case blanche f1 · Roi noir sur case blanche h1 | Tour blanche sur case noire a7 · Roi blanc sur case blanche g6 · Cavalier blanc sur case noire f4 · Pion noir sur case blanche b3 · Fou noir sur case noire c3 · Pion noir sur case blanche f3 · Cavalier blanc sur case blanche h3 · Pion noir sur case noire h2 · Fou blanc sur case blanche f1 · Roi noir sur case blanche h1 | Tour blanche sur case noire a7 · Roi blanc sur case blanche g6 · Cavalier blanc sur case noire f4 · Pion noir sur case blanche b3 · Fou noir sur case noire c3 · Pion noir sur case blanche f3 · Cavalier blanc sur case blanche h3 · Pion noir sur case noire h2 · Fou blanc sur case blanche f1 · Roi noir sur case blanche h1 | Tour blanche sur case noire a7 · Roi blanc sur case blanche g6 · Cavalier blanc sur case noire f4 · Pion noir sur case blanche b3 · Fou noir sur case noire c3 · Pion noir sur case blanche f3 · Cavalier blanc sur case blanche h3 · Pion noir sur case noire h2 · Fou blanc sur case blanche f1 · Roi noir sur case blanche h1 | 7 |
| 6 | Tour blanche sur case noire a7 · Roi blanc sur case blanche g6 · Cavalier blanc sur case noire f4 · Pion noir sur case blanche b3 · Fou noir sur case noire c3 · Pion noir sur case blanche f3 · Cavalier blanc sur case blanche h3 · Pion noir sur case noire h2 · Fou blanc sur case blanche f1 · Roi noir sur case blanche h1 | Tour blanche sur case noire a7 · Roi blanc sur case blanche g6 · Cavalier blanc sur case noire f4 · Pion noir sur case blanche b3 · Fou noir sur case noire c3 · Pion noir sur case blanche f3 · Cavalier blanc sur case blanche h3 · Pion noir sur case noire h2 · Fou blanc sur case blanche f1 · Roi noir sur case blanche h1 | Tour blanche sur case noire a7 · Roi blanc sur case blanche g6 · Cavalier blanc sur case noire f4 · Pion noir sur case blanche b3 · Fou noir sur case noire c3 · Pion noir sur case blanche f3 · Cavalier blanc sur case blanche h3 · Pion noir sur case noire h2 · Fou blanc sur case blanche f1 · Roi noir sur case blanche h1 | Tour blanche sur case noire a7 · Roi blanc sur case blanche g6 · Cavalier blanc sur case noire f4 · Pion noir sur case blanche b3 · Fou noir sur case noire c3 · Pion noir sur case blanche f3 · Cavalier blanc sur case blanche h3 · Pion noir sur case noire h2 · Fou blanc sur case blanche f1 · Roi noir sur case blanche h1 | Tour blanche sur case noire a7 · Roi blanc sur case blanche g6 · Cavalier blanc sur case noire f4 · Pion noir sur case blanche b3 · Fou noir sur case noire c3 · Pion noir sur case blanche f3 · Cavalier blanc sur case blanche h3 · Pion noir sur case noire h2 · Fou blanc sur case blanche f1 · Roi noir sur case blanche h1 | Tour blanche sur case noire a7 · Roi blanc sur case blanche g6 · Cavalier blanc sur case noire f4 · Pion noir sur case blanche b3 · Fou noir sur case noire c3 · Pion noir sur case blanche f3 · Cavalier blanc sur case blanche h3 · Pion noir sur case noire h2 · Fou blanc sur case blanche f1 · Roi noir sur case blanche h1 | Tour blanche sur case noire a7 · Roi blanc sur case blanche g6 · Cavalier blanc sur case noire f4 · Pion noir sur case blanche b3 · Fou noir sur case noire c3 · Pion noir sur case blanche f3 · Cavalier blanc sur case blanche h3 · Pion noir sur case noire h2 · Fou blanc sur case blanche f1 · Roi noir sur case blanche h1 | Tour blanche sur case noire a7 · Roi blanc sur case blanche g6 · Cavalier blanc sur case noire f4 · Pion noir sur case blanche b3 · Fou noir sur case noire c3 · Pion noir sur case blanche f3 · Cavalier blanc sur case blanche h3 · Pion noir sur case noire h2 · Fou blanc sur case blanche f1 · Roi noir sur case blanche h1 | 6 |
| 5 | Tour blanche sur case noire a7 · Roi blanc sur case blanche g6 · Cavalier blanc sur case noire f4 · Pion noir sur case blanche b3 · Fou noir sur case noire c3 · Pion noir sur case blanche f3 · Cavalier blanc sur case blanche h3 · Pion noir sur case noire h2 · Fou blanc sur case blanche f1 · Roi noir sur case blanche h1 | Tour blanche sur case noire a7 · Roi blanc sur case blanche g6 · Cavalier blanc sur case noire f4 · Pion noir sur case blanche b3 · Fou noir sur case noire c3 · Pion noir sur case blanche f3 · Cavalier blanc sur case blanche h3 · Pion noir sur case noire h2 · Fou blanc sur case blanche f1 · Roi noir sur case blanche h1 | Tour blanche sur case noire a7 · Roi blanc sur case blanche g6 · Cavalier blanc sur case noire f4 · Pion noir sur case blanche b3 · Fou noir sur case noire c3 · Pion noir sur case blanche f3 · Cavalier blanc sur case blanche h3 · Pion noir sur case noire h2 · Fou blanc sur case blanche f1 · Roi noir sur case blanche h1 | Tour blanche sur case noire a7 · Roi blanc sur case blanche g6 · Cavalier blanc sur case noire f4 · Pion noir sur case blanche b3 · Fou noir sur case noire c3 · Pion noir sur case blanche f3 · Cavalier blanc sur case blanche h3 · Pion noir sur case noire h2 · Fou blanc sur case blanche f1 · Roi noir sur case blanche h1 | Tour blanche sur case noire a7 · Roi blanc sur case blanche g6 · Cavalier blanc sur case noire f4 · Pion noir sur case blanche b3 · Fou noir sur case noire c3 · Pion noir sur case blanche f3 · Cavalier blanc sur case blanche h3 · Pion noir sur case noire h2 · Fou blanc sur case blanche f1 · Roi noir sur case blanche h1 | Tour blanche sur case noire a7 · Roi blanc sur case blanche g6 · Cavalier blanc sur case noire f4 · Pion noir sur case blanche b3 · Fou noir sur case noire c3 · Pion noir sur case blanche f3 · Cavalier blanc sur case blanche h3 · Pion noir sur case noire h2 · Fou blanc sur case blanche f1 · Roi noir sur case blanche h1 | Tour blanche sur case noire a7 · Roi blanc sur case blanche g6 · Cavalier blanc sur case noire f4 · Pion noir sur case blanche b3 · Fou noir sur case noire c3 · Pion noir sur case blanche f3 · Cavalier blanc sur case blanche h3 · Pion noir sur case noire h2 · Fou blanc sur case blanche f1 · Roi noir sur case blanche h1 | Tour blanche sur case noire a7 · Roi blanc sur case blanche g6 · Cavalier blanc sur case noire f4 · Pion noir sur case blanche b3 · Fou noir sur case noire c3 · Pion noir sur case blanche f3 · Cavalier blanc sur case blanche h3 · Pion noir sur case noire h2 · Fou blanc sur case blanche f1 · Roi noir sur case blanche h1 | 5 |
| 4 | Tour blanche sur case noire a7 · Roi blanc sur case blanche g6 · Cavalier blanc sur case noire f4 · Pion noir sur case blanche b3 · Fou noir sur case noire c3 · Pion noir sur case blanche f3 · Cavalier blanc sur case blanche h3 · Pion noir sur case noire h2 · Fou blanc sur case blanche f1 · Roi noir sur case blanche h1 | Tour blanche sur case noire a7 · Roi blanc sur case blanche g6 · Cavalier blanc sur case noire f4 · Pion noir sur case blanche b3 · Fou noir sur case noire c3 · Pion noir sur case blanche f3 · Cavalier blanc sur case blanche h3 · Pion noir sur case noire h2 · Fou blanc sur case blanche f1 · Roi noir sur case blanche h1 | Tour blanche sur case noire a7 · Roi blanc sur case blanche g6 · Cavalier blanc sur case noire f4 · Pion noir sur case blanche b3 · Fou noir sur case noire c3 · Pion noir sur case blanche f3 · Cavalier blanc sur case blanche h3 · Pion noir sur case noire h2 · Fou blanc sur case blanche f1 · Roi noir sur case blanche h1 | Tour blanche sur case noire a7 · Roi blanc sur case blanche g6 · Cavalier blanc sur case noire f4 · Pion noir sur case blanche b3 · Fou noir sur case noire c3 · Pion noir sur case blanche f3 · Cavalier blanc sur case blanche h3 · Pion noir sur case noire h2 · Fou blanc sur case blanche f1 · Roi noir sur case blanche h1 | Tour blanche sur case noire a7 · Roi blanc sur case blanche g6 · Cavalier blanc sur case noire f4 · Pion noir sur case blanche b3 · Fou noir sur case noire c3 · Pion noir sur case blanche f3 · Cavalier blanc sur case blanche h3 · Pion noir sur case noire h2 · Fou blanc sur case blanche f1 · Roi noir sur case blanche h1 | Tour blanche sur case noire a7 · Roi blanc sur case blanche g6 · Cavalier blanc sur case noire f4 · Pion noir sur case blanche b3 · Fou noir sur case noire c3 · Pion noir sur case blanche f3 · Cavalier blanc sur case blanche h3 · Pion noir sur case noire h2 · Fou blanc sur case blanche f1 · Roi noir sur case blanche h1 | Tour blanche sur case noire a7 · Roi blanc sur case blanche g6 · Cavalier blanc sur case noire f4 · Pion noir sur case blanche b3 · Fou noir sur case noire c3 · Pion noir sur case blanche f3 · Cavalier blanc sur case blanche h3 · Pion noir sur case noire h2 · Fou blanc sur case blanche f1 · Roi noir sur case blanche h1 | Tour blanche sur case noire a7 · Roi blanc sur case blanche g6 · Cavalier blanc sur case noire f4 · Pion noir sur case blanche b3 · Fou noir sur case noire c3 · Pion noir sur case blanche f3 · Cavalier blanc sur case blanche h3 · Pion noir sur case noire h2 · Fou blanc sur case blanche f1 · Roi noir sur case blanche h1 | 4 |
| 3 | Tour blanche sur case noire a7 · Roi blanc sur case blanche g6 · Cavalier blanc sur case noire f4 · Pion noir sur case blanche b3 · Fou noir sur case noire c3 · Pion noir sur case blanche f3 · Cavalier blanc sur case blanche h3 · Pion noir sur case noire h2 · Fou blanc sur case blanche f1 · Roi noir sur case blanche h1 | Tour blanche sur case noire a7 · Roi blanc sur case blanche g6 · Cavalier blanc sur case noire f4 · Pion noir sur case blanche b3 · Fou noir sur case noire c3 · Pion noir sur case blanche f3 · Cavalier blanc sur case blanche h3 · Pion noir sur case noire h2 · Fou blanc sur case blanche f1 · Roi noir sur case blanche h1 | Tour blanche sur case noire a7 · Roi blanc sur case blanche g6 · Cavalier blanc sur case noire f4 · Pion noir sur case blanche b3 · Fou noir sur case noire c3 · Pion noir sur case blanche f3 · Cavalier blanc sur case blanche h3 · Pion noir sur case noire h2 · Fou blanc sur case blanche f1 · Roi noir sur case blanche h1 | Tour blanche sur case noire a7 · Roi blanc sur case blanche g6 · Cavalier blanc sur case noire f4 · Pion noir sur case blanche b3 · Fou noir sur case noire c3 · Pion noir sur case blanche f3 · Cavalier blanc sur case blanche h3 · Pion noir sur case noire h2 · Fou blanc sur case blanche f1 · Roi noir sur case blanche h1 | Tour blanche sur case noire a7 · Roi blanc sur case blanche g6 · Cavalier blanc sur case noire f4 · Pion noir sur case blanche b3 · Fou noir sur case noire c3 · Pion noir sur case blanche f3 · Cavalier blanc sur case blanche h3 · Pion noir sur case noire h2 · Fou blanc sur case blanche f1 · Roi noir sur case blanche h1 | Tour blanche sur case noire a7 · Roi blanc sur case blanche g6 · Cavalier blanc sur case noire f4 · Pion noir sur case blanche b3 · Fou noir sur case noire c3 · Pion noir sur case blanche f3 · Cavalier blanc sur case blanche h3 · Pion noir sur case noire h2 · Fou blanc sur case blanche f1 · Roi noir sur case blanche h1 | Tour blanche sur case noire a7 · Roi blanc sur case blanche g6 · Cavalier blanc sur case noire f4 · Pion noir sur case blanche b3 · Fou noir sur case noire c3 · Pion noir sur case blanche f3 · Cavalier blanc sur case blanche h3 · Pion noir sur case noire h2 · Fou blanc sur case blanche f1 · Roi noir sur case blanche h1 | Tour blanche sur case noire a7 · Roi blanc sur case blanche g6 · Cavalier blanc sur case noire f4 · Pion noir sur case blanche b3 · Fou noir sur case noire c3 · Pion noir sur case blanche f3 · Cavalier blanc sur case blanche h3 · Pion noir sur case noire h2 · Fou blanc sur case blanche f1 · Roi noir sur case blanche h1 | 3 |
| 2 | Tour blanche sur case noire a7 · Roi blanc sur case blanche g6 · Cavalier blanc sur case noire f4 · Pion noir sur case blanche b3 · Fou noir sur case noire c3 · Pion noir sur case blanche f3 · Cavalier blanc sur case blanche h3 · Pion noir sur case noire h2 · Fou blanc sur case blanche f1 · Roi noir sur case blanche h1 | Tour blanche sur case noire a7 · Roi blanc sur case blanche g6 · Cavalier blanc sur case noire f4 · Pion noir sur case blanche b3 · Fou noir sur case noire c3 · Pion noir sur case blanche f3 · Cavalier blanc sur case blanche h3 · Pion noir sur case noire h2 · Fou blanc sur case blanche f1 · Roi noir sur case blanche h1 | Tour blanche sur case noire a7 · Roi blanc sur case blanche g6 · Cavalier blanc sur case noire f4 · Pion noir sur case blanche b3 · Fou noir sur case noire c3 · Pion noir sur case blanche f3 · Cavalier blanc sur case blanche h3 · Pion noir sur case noire h2 · Fou blanc sur case blanche f1 · Roi noir sur case blanche h1 | Tour blanche sur case noire a7 · Roi blanc sur case blanche g6 · Cavalier blanc sur case noire f4 · Pion noir sur case blanche b3 · Fou noir sur case noire c3 · Pion noir sur case blanche f3 · Cavalier blanc sur case blanche h3 · Pion noir sur case noire h2 · Fou blanc sur case blanche f1 · Roi noir sur case blanche h1 | Tour blanche sur case noire a7 · Roi blanc sur case blanche g6 · Cavalier blanc sur case noire f4 · Pion noir sur case blanche b3 · Fou noir sur case noire c3 · Pion noir sur case blanche f3 · Cavalier blanc sur case blanche h3 · Pion noir sur case noire h2 · Fou blanc sur case blanche f1 · Roi noir sur case blanche h1 | Tour blanche sur case noire a7 · Roi blanc sur case blanche g6 · Cavalier blanc sur case noire f4 · Pion noir sur case blanche b3 · Fou noir sur case noire c3 · Pion noir sur case blanche f3 · Cavalier blanc sur case blanche h3 · Pion noir sur case noire h2 · Fou blanc sur case blanche f1 · Roi noir sur case blanche h1 | Tour blanche sur case noire a7 · Roi blanc sur case blanche g6 · Cavalier blanc sur case noire f4 · Pion noir sur case blanche b3 · Fou noir sur case noire c3 · Pion noir sur case blanche f3 · Cavalier blanc sur case blanche h3 · Pion noir sur case noire h2 · Fou blanc sur case blanche f1 · Roi noir sur case blanche h1 | Tour blanche sur case noire a7 · Roi blanc sur case blanche g6 · Cavalier blanc sur case noire f4 · Pion noir sur case blanche b3 · Fou noir sur case noire c3 · Pion noir sur case blanche f3 · Cavalier blanc sur case blanche h3 · Pion noir sur case noire h2 · Fou blanc sur case blanche f1 · Roi noir sur case blanche h1 | 2 |
| 1 | Tour blanche sur case noire a7 · Roi blanc sur case blanche g6 · Cavalier blanc sur case noire f4 · Pion noir sur case blanche b3 · Fou noir sur case noire c3 · Pion noir sur case blanche f3 · Cavalier blanc sur case blanche h3 · Pion noir sur case noire h2 · Fou blanc sur case blanche f1 · Roi noir sur case blanche h1 | Tour blanche sur case noire a7 · Roi blanc sur case blanche g6 · Cavalier blanc sur case noire f4 · Pion noir sur case blanche b3 · Fou noir sur case noire c3 · Pion noir sur case blanche f3 · Cavalier blanc sur case blanche h3 · Pion noir sur case noire h2 · Fou blanc sur case blanche f1 · Roi noir sur case blanche h1 | Tour blanche sur case noire a7 · Roi blanc sur case blanche g6 · Cavalier blanc sur case noire f4 · Pion noir sur case blanche b3 · Fou noir sur case noire c3 · Pion noir sur case blanche f3 · Cavalier blanc sur case blanche h3 · Pion noir sur case noire h2 · Fou blanc sur case blanche f1 · Roi noir sur case blanche h1 | Tour blanche sur case noire a7 · Roi blanc sur case blanche g6 · Cavalier blanc sur case noire f4 · Pion noir sur case blanche b3 · Fou noir sur case noire c3 · Pion noir sur case blanche f3 · Cavalier blanc sur case blanche h3 · Pion noir sur case noire h2 · Fou blanc sur case blanche f1 · Roi noir sur case blanche h1 | Tour blanche sur case noire a7 · Roi blanc sur case blanche g6 · Cavalier blanc sur case noire f4 · Pion noir sur case blanche b3 · Fou noir sur case noire c3 · Pion noir sur case blanche f3 · Cavalier blanc sur case blanche h3 · Pion noir sur case noire h2 · Fou blanc sur case blanche f1 · Roi noir sur case blanche h1 | Tour blanche sur case noire a7 · Roi blanc sur case blanche g6 · Cavalier blanc sur case noire f4 · Pion noir sur case blanche b3 · Fou noir sur case noire c3 · Pion noir sur case blanche f3 · Cavalier blanc sur case blanche h3 · Pion noir sur case noire h2 · Fou blanc sur case blanche f1 · Roi noir sur case blanche h1 | Tour blanche sur case noire a7 · Roi blanc sur case blanche g6 · Cavalier blanc sur case noire f4 · Pion noir sur case blanche b3 · Fou noir sur case noire c3 · Pion noir sur case blanche f3 · Cavalier blanc sur case blanche h3 · Pion noir sur case noire h2 · Fou blanc sur case blanche f1 · Roi noir sur case blanche h1 | Tour blanche sur case noire a7 · Roi blanc sur case blanche g6 · Cavalier blanc sur case noire f4 · Pion noir sur case blanche b3 · Fou noir sur case noire c3 · Pion noir sur case blanche f3 · Cavalier blanc sur case blanche h3 · Pion noir sur case noire h2 · Fou blanc sur case blanche f1 · Roi noir sur case blanche h1 | 1 |
|   | a | b | c | d | e | f | g | h |   |

La clé est 1.Ta1. Si 1... b2, ou 1...f2 ou sur tout mouvement du Fou c3 qui ne soit pas la capture de la Tour a1, 2...Fg2 Mat à la découverte. Si 1...FxTa1 2. Fd3 menace 3. Fe4 Mat sauf si 2...b2 où 3. Fb1 f2 4. Fe4#.